# St. Louis Swarm
I St. Louis Swarm sono stati una società di pallacanestro statunitense con sede a Maryland Heights, nello stato del Missouri. Fondati nel 1998, hanno partecipato ai due campionati della IBL, vincendoli entrambi.
Il soprannome della franchigia, Swarm, in inglese significa "sciame", per questo il simbolo della squadra è un'ape.

## Stagioni
| Stagione | Lega | Denominazione   | V  | P  | %    | Piazzamento | Play-off |
| -------- | ---- | --------------- | -- | -- | ---- | ----------- | -------- |
| 1999-00  | IBL  | St. Louis Swarm | 47 | 17 | 73,4 | 1º          | Campioni |
| 2000-01  | IBL  | St. Louis Swarm | 43 | 7  | 86,0 | 1º          | Campioni |